# Jutta Lieck-Klenke
Jutta Lieck-Klenke (* 1. September 1951) ist eine deutsche Film- und Fernsehproduzentin.

## Leben
Jutta Lieck-Klenke studierte Volkswirtschaft, Germanistik und Theaterwissenschaft, nach anderen Quellen auch Literaturwissenschaft. Von 1978 bis 1988 arbeitete sie im Rowohlt Verlag, zunächst als Lektorin, später als Herausgeberin der Reihe „panther“. Seit Ende der 1980er-Jahre ist sie als Produzentin tätig, von 1988 bis Februar 2003 bei der TPH Trebitsch Produktion Holding, deren Geschäftsführung sie seit 1996 gemeinsam mit Katharina Trebitsch innehatte. Seit März 2003 ist Lieck-Klenke Geschäftsführerin der Network Movie GmbH & Co. KG, nachdem sie im selben Jahr eine Niederlassung des Kölner Unternehmens in Hamburg gegründet hatte.
Unter anderem produzierte Lieck-Klenke seit 1995 die Reihe Bella Block mit Hannelore Hoger in der Titelrolle sowie Literaturverfilmungen wie Der Hahn ist tot nach dem gleichnamigen Roman von Ingrid Noll und Dominik Grafs Streifen Hotte im Paradies. Für Network Movie entstanden beispielsweise die Serien Da kommt Kalle, Der Kommissar und das Meer, Einsatz in Hamburg und Unter anderen Umständen sowie die Reihe mit Filmen nach Romanen von Katie Fforde und die mit zahlreichen Preisen ausgezeichnete Romanadaption Die Nachrichten von Matti Geschonneck.
Lieck-Klenke ist Mitglied der Deutschen Filmakademie.

## Filmografie (Auswahl)
- 1992: Thea und Nat
- 1995: Freundschaft mit Herz (2 Folgen)
- 1995–2001: Bella Block (9 Folgen)
- 1997: Alte Liebe, alte Sünde
- 1999: No Sex
- 1999: Grüne Wüste
- 2000: Der Hahn ist tot
- 2000: Marlene
- 2000–2013: Einsatz in Hamburg
- 2001: Wilder Hafen Ehe
- 2002: Hotte im Paradies
- 2005: Das geheime Leben meiner Freundin
- 2005: Die Nachrichten
- 2006–2011: Da kommt Kalle
- seit 2006: Unter anderen Umständen (Fernsehserie)
  - 2006: Unter anderen Umständen
  - 2007: Bis dass der Tod euch scheidet
  - 2008: Böse Mädchen
  - 2009: Auf Liebe und Tod
  - 2010: Tod im Kloster
  - 2011: Mord im Watt
  - 2012: Spiel mit dem Feuer
  - 2013: Der Mörder unter uns
  - 2014: Falsche Liebe
  - 2015: Das verschwundene Kind
  - 2016: Das Versprechen
  - 2016: Tod eines Stalkers
  - 2017: Liebesrausch
  - 2018: Das Geheimnis der Schwestern
  - 2019: Im finsteren Tal
  - 2020: Über den Tod hinaus
  - 2020: Lügen und Geheimnisse
- 2007: Kein Geld der Welt
- 2007–2021: Der Kommissar und das Meer
- 2008: Die Weisheit der Wolken
- 2008: Die Lüge
- seit 2010: Katie Fforde (Romanverfilmungen)
- 2011: Ein Fall für zwei – Tödliche Story
- seit 2011: Nord Nord Mord
- 2012: Das Kindermädchen
- 2013: Ein weites Herz – Schicksalsjahre einer deutschen Familie
- seit 2013: Der Chiemseekrimi
  - 2013: Hattinger und die kalte Hand
  - 2016: Hattinger und der Nebel
- 2014: Die Flut ist pünktlich
- 2015–2022: Neben der Spur
  - 2015: Adrenalin
  - 2016: Amnesie
  - 2016: Todeswunsch
  - 2017: Dein Wille geschehe
  - 2018: Sag, es tut Dir leid
  - 2020: Erlöse mich
  - 2021: Schließe deine Augen
  - 2022: Die andere Frau
- 2015: Tod eines Mädchens
- 2015: Der Kotzbrocken
- 2015: Blauwasserleben
- 2015: Das Dorf des Schweigens
- seit 2016: Solo für Weiss
  - 2018: Es ist nicht vorbei
  - 2018: Für immer Schweigen
  - 2020: Schlaflos
  - 2021: Das letzte Opfer
- seit 2016: Helen Dorn
  - 2016: Gefahr im Verzug
  - 2016: Die falsche Zeugin
  - 2017: Gnadenlos
  - 2017: Verlorene Mädchen
  - 2018: Schatten der Vergangenheit
  - 2018: Prager Botschaft
  - 2019: Nach dem Sturm
  - 2020: Atemlos
  - 2020: Kleine Freiheit
  - 2021: Wer Gewalt sät
  - 2021: Die letzte Rettung
  - 2022: Das rote Tuch
  - 2023: Das Recht zu schweigen
  - 2023: Der kleine Bruder
- seit 2017: In Wahrheit
  - 2017: Mord am Engelsgraben
  - 2018: Jette ist tot
  - 2019: Still ruht der See
  - 2020:  Jagdfieber
  - 2021: In einem anderen Leben
- 2017: Ferien vom Leben (Fernsehfilm)
- 2017: Kein Herz für Inder
- 2018: SOKO Hamburg
- 2018: Der Mordanschlag
- 2019: Totengebet
- 2020: Der Schneegänger (Fernsehfilm)
- 2022: Der Passfälscher
- seit 2023: Der Kommissar und der See (Fernsehreihe) 
  - 2022: Liebeswahn
  - 2023: Narrenfreiheit
  - 2024: In besseren Kreisen
- 2024: Wendland: Stiller und das große Schweigen
- 2024: Wendland: Stiller und der rote Faden